# Gradientensystem
In der Mathematik ist ein Gradientensystem ein System gewöhnlicher Differentialgleichungen, dessen rechte Seite sich als (negativer) Gradient einer Funktion schreiben lässt. Der Fluss eines Gradientensystems wird als Gradientenfluss bezeichnet.
Gradientensysteme werden in der Mathematik zum Beispiel in der Morse-Theorie verwendet. Sie haben in vieler Hinsicht entgegengesetzte Eigenschaften zu hamiltonschen Systemen, zum Beispiel sind sie nicht rekurrent.

## Definition
Ein auf einer offenen Menge {\displaystyle U\subset \mathbb {R} ^{n}} definiertes Differentialgleichungssystem {\displaystyle x^{\prime }=f(x)} heißt Gradientensystem, wenn sich die rechte Seite als (negativer) Gradient schreiben lässt, das Differentialgleichungssystem also von der Form 
{\displaystyle x^{\prime }=-\operatorname {grad} V(x)}
für eine differenzierbare Funktion {\displaystyle V\colon U\to \mathbb {R} } ist. Es soll also für {\displaystyle i=1,\ldots ,n} gelten: {\displaystyle x_{i}^{\prime }=-{\tfrac {\partial V}{\partial x_{i}}}}.
Nach dem Poincaré-Lemma ist das äquivalent dazu, dass für {\displaystyle i,j=1,\ldots ,n} die Bedingung {\displaystyle {\tfrac {\partial f_{i}}{\partial x_{j}}}={\tfrac {\partial f_{j}}{\partial x_{i}}}} gilt.
Allgemeiner kann man auch Gradientensysteme auf riemannschen Mannigfaltigkeiten definieren.

## Eigenschaften
Die Lösungen eines Gradientensystems {\displaystyle x^{\prime }=-\operatorname {grad} V(x)} haben die folgenden Eigenschaften:
- Lösungskurven sind orthogonal zu den Niveaumengen von {\displaystyle V}.
- Gleichgewichte sind genau die kritischen Punkte von {\displaystyle V}.
- {\displaystyle V} ist eine Ljapunow-Funktion, entlang aller Lösungen gilt {\displaystyle V^{\prime }\leq 0} mit Gleichheit nur in Gleichgewichten.
- Isolierte Minima von {\displaystyle V} sind asymptotisch stabile Gleichgewichte des Flusses.
- Isolierte Sattelpunkte von {\displaystyle V} sind  instabile Gleichgewichte der Nulllösung.
- Die Limesmengen bestehen nur aus Gleichgewichten.
- Die Linearisierung in einem Gleichgewicht hat nur reelle Eigenwerte.